# Mueda
Mueda é uma vila moçambicana, sede do distrito homónimo, na província de Cabo Delgado. Foi fundada em torno de um quartel do exército colonial português, sendo elevada a vila em 2 de Setembro de 1967. É o centro da cultura maconde, cujas esculturas de ébano são mundialmente conhecidas.
Mueda situa-se no planalto do mesmo nome, de clima ameno mas onde o solo permeável permite que a água se infiltre em profundidade, dificultando o fornecimento de água potável. Por volta de 1970, o governo de Portugal, que então administrava Moçambique, mandou construir um sistema de abastecimento de água potável, sob a direção do engenheiro Canhoto. Nos anos 80, depois da independência de Moçambique, o sistema foi reconstruído pelo governo moçambicano, com o apoio da UNICEF e cooperação suíça.

## Massacre de Mueda
A vila foi palco do Massacre de Mueda, a 16 de junho de 1960, quando as tropas portuguesas dispararam contra uma manifestação a favor da independência e alguns manifestantes caíram numa ravina.
No local do massacre foi erguido um monumento.